# 水鸡油
水鸡油（学名：Pouzolzia elegans）为荨麻科雾水葛属下的一个种。

## 扩展阅读
- 維基物種上的相關：水鸡油